# Norrbottens norra domsagas valkrets
Norrbottens norra domsagas valkrets var vid riksdagsvalen till andra kammaren 1866–1875 en egen valkrets med ett mandat. Valkretsen motsvarade ungefär landsbygden i de norra delarna av dagens Bodens och Luleå kommuner samt Kalix, Överkalix, Haparanda, Övertorneå, Pajala och Kiruna kommuner (samt Haparanda stad i valen 1866–1872).
Valkretsen avskaffades inför riksdagsvalet 1878 och området delades upp mellan Luleå domsagas valkrets, Kalix domsagas valkrets och Torneå domsagas valkrets.

## Riksdagsmän
- Zacharias Grape (1867–1869)
- Johan Rutberg (1870–1876)
- Johan Grape (14/3 1877–1878)